# Kodašim
Kodašim (hebrejsko קדשים‎, Svetinje) je peti od šestih glavnih delov (redov)  Mišne, Tosefte in Talmuda, ki obravnava predvsem obredje v jeruzalemskem templju, njegovo vzdrževanje in organizacijo, korbanot ali svete daritve in druge s tem povezane zadeve, med njimi košer klanje živali, ki niso namenjene darovanju.

## Pregled
Ta seder (red, del) Mišne se imenuje Kodašim (svete stvari ali svetinje) zato, ker se ukvarja predvsem  s tempeljskimi zadevami in obrednim klanjem živali (šehita). Izraz kodašim se v biblijskem kontekstu uporablja za žrtvovanja, tempelj in njegovo  opremo in svečenike, ki opravljajo dolžnosti in obrede v templju ter svetimi stvarmi, kraji in ljudmi. Naslov Kodašim je domnevno skrajšana oblika izraza Shehitat Kodashim – klanje svetih živali, čeprav se ne ukvarja izključno s tem opravilom.
Obravnava tudi darovanje živil, zakone o prinašanju žrtev, na primer darovanje greha (očiščenje) in darovanje krivde in zakone o nezakonitem prisvajanju svete lastnine. V razpravi Middot opisuje Drugi tempelj, v razpravi Tamid obrede in  pravila darovanj v Templju, v razpravi Hullin pa obredno klanje živali za posvetne namene in zakone o mesu in mesnih izdelkih. Na Hullin se kljub temu, da se ukvarja z bolj  posvetnimi stvarmi, gleda kot na integralni del koncepta svetosti v judaizmu.

## Vsebina
Seder Kodašim vsebuje enajst razprav s skupaj 90 poglavji.
1. Zevahim (זבחים, Žrtve) vsebuje štirinajst poglavij. Razprava se je prvotno imenovala  Shehitat Kodashim – Klanje svetih živali. Obravnava sistem žrtvovanja v Templju, se pravi zakone o darovanju štirinožnih živali in ptic in pogoje, v katerih so živali sprejemljive ali ne. Osnova za zakone je Tora, predvsem Levitik 1:2 in dalje.[1][2][4]
2. Menahot (מנחות, Darovanje živil) vsebuje trinajst poglavij in obravnava pravila za pripravo in darovanje živil iz moke in pijače, vključno z žganjem na oltarju. Ostanek po žganju so pojedli svečeniki kot določa Tora (Levitik 2:1 in dalje).  Obravnava tudi prinašaje omerja ječmena (Levitik 23:10), dveh štruc (Levitik 23:17) in hlebcev kruha (Levitik 24:5).[1][2]
3. Hulin (חולין, Navadne (ali posvetne) stvari), imenuje se tudi Shehitat Hullin – Klanje neposvečenih živali, ima dvanajst poglavij, ki obravnavajo zakone za klanje živali in ptic za prehrano in druga pravila, povezana z uživanjem mesa in prehrano na splošno.[1][2][4]
4. Behorot (בכורות, Prvorojenci) ima devet poglavij in se ukvarja predvsem s posvetitvijo in odrešitvijo človeških in živalskih prvorojencev kot določa Tora (Eksodus 13:2, 12-13, Numeri 18: 15-17, Devteronomij 15: 19-23) in pobiranje desetine živali. [1][2][4]
5. Arahin (ערכין, Posvetitve ali Ocene) ima devet poglavij, ki obravnavajo pravila za določanje višine plačila, namenjenega Templju in skladnega s Toro (Levitik  27:1-34). Višina plačila je bila določena s starostjo in spolom človeka in njegovim premoženjem ali prepuščena oceni svečenika. Obravnava tudi prostovoljne prispevke in zakone, povezane z jubilejnim letom (Levitik 25:8).[1][2][5]
6. Temura (תמורה, Zamenjava) obsega sedem poglavij, ki opisujejo pravila za zamenjavo svete živali z drugo skladno z navodili Tore (Levitik 27:10).[2]
7. Keriot (כריתות, Razpoke) vsebuje šest poglavij, ki obravnavajo  prestopke, za katere je zagrožen karet, se pravi smrtna kazen ali izgon iz izraelske družbe, če je bil prestopek narejen premišljeno. Obravnava tudi žrtvovanja za odkup prestopka (greha), če je bil narejen nenamerno.[1][2][4][6]
8. Meila (מעילה, Svetoskrunstvo ali Prestopek) ima šest poglavij, ki obravnavajo zakone, povezane z nespoštljivim ravnanjem z lastnino Templja ali rabo svetih predmetov na prepovedan način in povračilom nezakonito prisvojene lastnine Templja skladno z Levitikom 5: 15-16.[1][2][7]
9. Tamid (תמיד, Vedno) v večini izdaj obsega sedem poglavij in obravnava vsakodnevne jutranje in večerne obrede v Templju, imenovane Korban Tamid (Eksodus 29:38-42 in Numeri 28:2-8).[1][2][4][8]
10. Midot (מידות, Meritve ali Mere) vsebuje pet poglavij z opisi arhitekture Drugega templja, vključno z dvorišči, vrati in dvoranami, inventarjem, na primer oltarjem, in vsakodnevno službo svečenikov.[2][4]
11. Kinim (קנים, Gnezda) vsebuje tri poglavja z navodili o daritvah ptic, zaporne kazni za določena kazniva dejanja in nekatere pogoje nečistosti, kot je opisano v Tori (Levitik 1:14, Levitik 5:7 in Levitik 12:8). Obravnava primere, v katerih ptice pripadajo različnim osebam ali različne daritve, ki se združijo v eno samo. Naslov Gnezda izhaja iz Tore, ki predpisuje darovanje para grlic ali para golobov (Levitik 5: 7).[1][2]